# Jošio Kikugava
Jošio Kikugava (japonsko 菊川 凱夫), japonski nogometaš in trener, * 12. september 1944, † 2. december 2022.
Za japonsko reprezentanco je odigral 16 uradnih tekem.